# École interarmées des sports
L'École interarmées des sports (EIS) est située à Fontainebleau (Seine-et-Marne) au sein du camp Guynemer. Elle forme et entraine les spécialistes en entraînement physique militaire et sportif des armées, ainsi que les sportifs de haut niveau de l'armée française dans différents sports, dans le but de participer à des compétitions nationales et internationales.

## Histoire
L’École interarmées des sports est créée en 1967 à partir de la fusion de l'école d'entraînement physique militaire d'Antibes pour l'armée de terre, le centre d'éducation physique et des sports de Toulon pour la marine nationale et le Groupement sportif interarmées de Joinville. L'école a également intégré les sections sportives militaires de tir de Montauban, de parachutisme de Pau et de pentathlon de Bordeaux. Responsable du maintien en condition physique opérationnelle des spécialistes de l'entraînement physique militaire et sportif (EPMS) des trois armées et de la gendarmerie nationale, l’EIS assure leur formation de manière continue. Elle assure également la formation des moniteurs et instructeurs aux Techniques d’interventions opérationnelles rapprochées (TIOR), aux Techniques d'optimisation du potentiel (TOP).
L’école a également pour rôle de former les spécialistes en sports de combat et dispense des séances de préparation physique opérationnelle. Depuis juillet 2013, une cellule « militaires blessés et sport » est mise en place. Elle a pour rôle de poursuivre les objectifs dans la formation à l’encadrement des militaires blessés, participe à l’organisation technique des Rencontres militaires blessures et sports (RMBS) et organise des stages de préparation physique pour l’accès des blessés à la compétition.

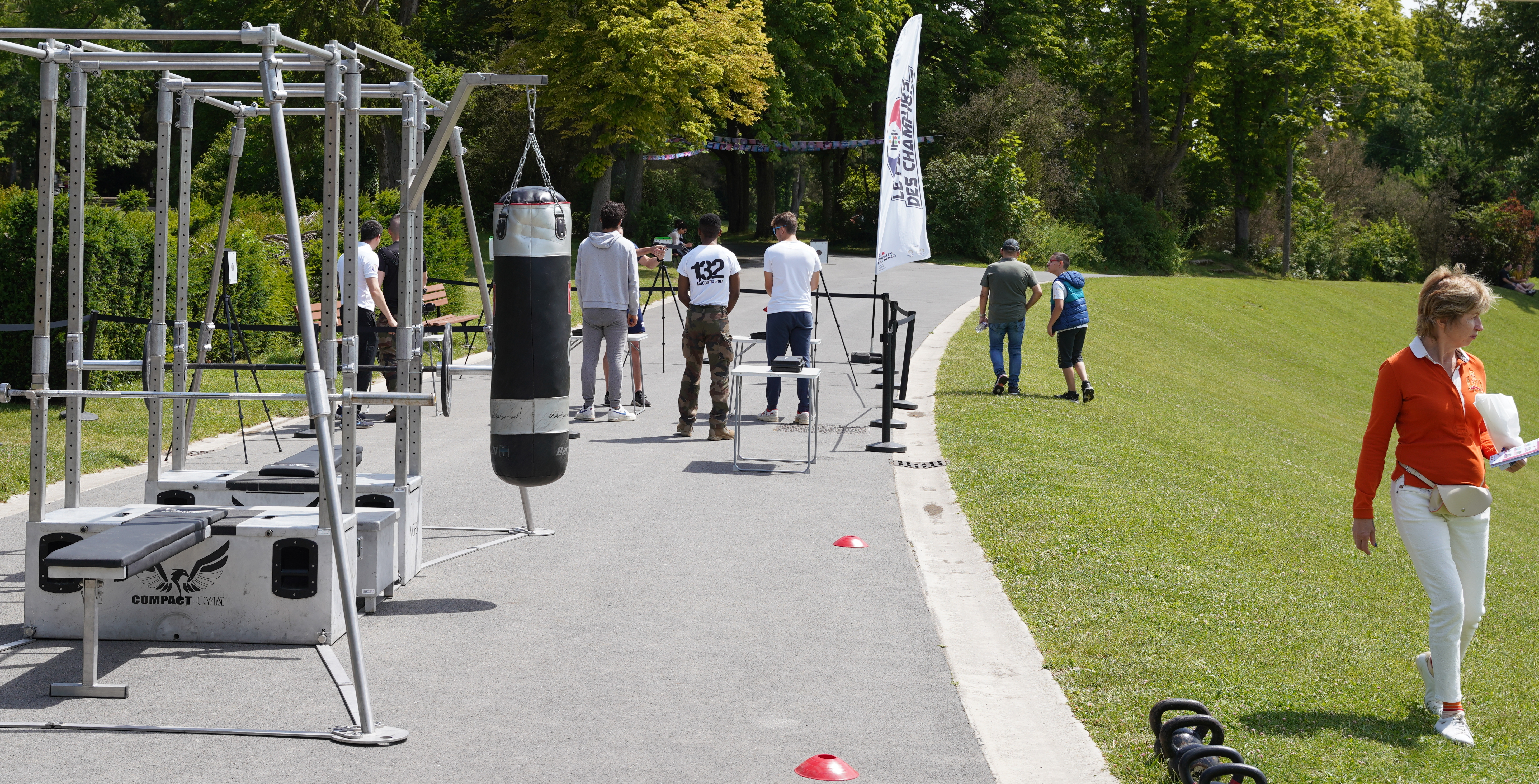
En représentation lors des JO de 2024.